# ديفيد مورو
ديفيد مورو هو سياسي كندي، ولد في 1834.